# Сидоренко Любава Вікторівна
Любава Вікторівна Сидоренко (20 квітня 1979, м. Львів) — українська композиторка. Член Національної спілки композиторів України з 2006 року. У 2007 року — лауреатка державної Премії ім. Л. М. Ревуцького, 2015 — лауреатка державної Премії ім. Б. Лятошинського, стипендіатка фундації «Ernst von Siemens Musikstiftung» (м. Мюнхен, Німеччина, 2009), кандидатка мистецтвознавства (2009), доцентка (2015), заслужена діячка мистецтв України (2020).

## Біографія
Любава Сидоренко народилася у Львові 20 квітня 1979 року. Композиторка у 2004 році закінчила Львівську музичну академію ім. М. В. Лисенка (клас професора Юрія Ланюка), а в 2007 році — аспірантуру. Протягом періоду навчання була стипендіаткою Президента України та стипендії ім. Олега Криси, дворазовою лауреаткою конкурсу «Gradus ad Parnassum» (м. Київ — 2001, 2003) і стипендіаткою  «Gaude Polonia» (2005), що дало їй змогу навчатися в Краківській музичній академії у класі композиції професора Збігнєва Буярського.
Член Національної спілки композиторів України з 2006 року. У 2007 році вона стала лауреаткою Державної премії України імені Левка Ревуцького. В 2009 році була удостоєна стипендії Фонду «Ernst von Siemens Musikstiftung» (Мюнхен, Німеччина), а у 2015 році вона здобула Державну премію імені Бориса Лятошинського.
Тісно співпрацювала з Анджеєм Хлопецьким, завдяки чому в 2009 році у Львові захистила дисертацію присвячену сучасній польсько-українській музиці. У опонентському відгуку А. Хлопецький відзначав, що дослідниця: «…написала прекрасну композицію „Білий ангел“ з вокалом і електронікою, в якій вона продемонструвала надзвичайно чуйне ставлення до поетичного слова». «Білий ангел» — це твір, написаний спеціально для Агати Зубель, присвячений Анджею Хлопецкому, та інспірований полотнами Сальвадора Далі на поетичні тексти Ігора Калинця. Наслідком успіху цього твору стало замовлення кельнського радіо «Deutschlandfunk» на твір «Metabola», який був вперше виконаний на фестивалі «Варшавська осінь» у 2007 році молодіжним польсько-німецьким ансамблем під керівництвом Рюдігера Бона, і повторений згодом у Львові та Кракові. У більшості відгуків про фестиваль, як у польській так і в іншій європейській пресі, твір Л. Сидоренко був відзначений як один з найцікавіших, як відкриття нового композиторського таланту. У 2008 році композиторка досягнула в Польщі ще одного успіху, особисто диригуючи прапрем'єрою свого опусу «Октагон», написаного нею для ансамблю 8 віолончелей під орудою Анджея Бауера.
Різножанрові твори мисткині (від симфонічної та камерної до електронної музики), записані на чотири CD-диски, увійшли до фондових записів українського, польського і німецького радіо і телебачення, завдяки чому їх можна почути в багатьох країнах світу. Протягом кількох останніх років Л. Сидоренко виділяється низкою оригінальних прем'єр, серед яких найважливіші реалізовані на замовлення баварської радіостанції «Bayerischer Rundfunk» з подальшим студійним записом. Дипломною роботою композиторки стала симфонія «Ab initio», виконана «Bamberger Symphoniker» (диригент — Оксана Линів). У 2009 році на замовлення Фонду «Pro Musica Viva» була написана «Chamber Music» для польського молодіжного оркестру «Sinfonia Iuventus», інспірована фільмом Андрія Тарковського «Соляріс» і поезією Віслави Шимборської. Композиція мала великий успіх і була представлена в Любліні (Філармонія ім. Генрика Венявського), Варшаві (Польська національна опера), Києві (Національна філармонія) і Львові (Національна філармонія). У 2010 році для польського віолончеліста Бартоша Козяка написала Віолончельний концерт, прем'єра якого відбулася у Варшавській філармонії, а потім інтерпретована митцем в Київській національній філармонії під батутою Володимира Сіренка. У 2013 році, на прохання польського кінорежисера Богдана Батруха, авторка створила навіяну образами природи електроакустичну композицію «Дощ», яка доповнює візуальний ряд. Від 2015 року активно співпрацює з польсько-українською фундацією ім. І. Я. Падеревського (Polsko-Ukraińską Fundacją imienia Ignacego Jana Paderewskiego), результатом чого стало запрошення до Львова Анджея Бауера, який дебютував як диригент на відкритті IV Міжнародного фестивалю «Відкриваємо Падеревського», виконуючи зокрема, «Ab initio» Любави Сидоренко.
Заслужений діяч мистецтв України (2020).

## Участь у фестивалях
Композиторка є постійним учасником багатьох фестивалів сучасної музики як в Україні, так і за кордоном:
- «Warsaw Autumn» (м. Варшава, Польща),
- «Контрасти» (м. Львів, Україна),
- «Aksamitna Kurtyna» (м. Львів, Україна),
- «Форум музики молодих» (м. Київ, Україна),
- «Прем'єри сезону» (М. Київ, Україна),
- «КиївМузикФест» (м. Київ, Україна),
- «Два дні й дві ночі нової музики» (м. Одеса, Україна),
- «International Modern Music Festival» (м. Краків, Польща),
- «Menhir Musik Festival Falera» (м. Лозанна-Еттельберг-Берн, Швейцарія),
- X міжнародний конкурс камерної музики ім. Й. Брамса (м. Пьортшах, Австрія — спеціальний приз журі за твір для віолончелі та фортепіано «Quasi sonata»),
- З-й міжнародний конкурс ім. М. Лисенка (м. Київ, Україна).

## Основні твори
1. «Рими» прелюдії для фортепіано соло (2000);
2. «Incrustations» для камерного ансамблю (2001);
3. «A priori» варіації для флейти, скрипки та фортепіано (2002);
4. «Жменя піску» для сопрано та камерного ансамблю за поезіями Ісікави Такубоку та Віхти Сад (2003);
5. «Quasi sonata» для віолончелі та фортепіано (2003);
6. «Ab initio» симфонія для великого симфонічного оркестру та скрипки соло (2004);
7. «Vertikalis» для баяна соло (2005);
8. Квартет для чотирьох флейт (2005);
9. Концерт для скрипки з оркестром (2006);
10. «Білий ангел» для комп'ютерної стрічки, читця та сопрано на тексти Ігоря Калинця (2006);
11. «Етюди старого міста» для віолончелі соло та комп'ютерної стрічки (2007);
12. «Metabola» для камерного ансамблю (2008)
13. «Octagon» для восьми віолончелей (2008)
14. «Chamber music» для камерного оркестру (2009)
15. «Cryptogram» для камерного ансамблю (2009)
16. «Lumiere» для двох скрипок соло (2010-12)
17. «Маріонетки» для камерного ансамблю (2011-12)
18. «Breath» для флейти соло (також існує версія для віолончелі соло)(2011)
19. Концерт для віолончелі з оркестром (2012)
20. «Rain» для електроніки та відеоряду (2013)
21. «Desire» для скрипки та електроніки (2015)
22. «Games» для гобоя, кларнета, валторни та контрабаса (2017)
23. «Solaris» для сопрано, дудука та електроніки (2018)